# Itororó
Itororó is een gemeente in de Braziliaanse deelstaat Bahia. De gemeente telt 20.930 inwoners (schatting 2009).

## Aangrenzende gemeenten
De gemeente grenst aan Caatiba, Firmino Alves, Ibicuí, Itaju do Colônia, Itambé, Itapetinga en Nova Canaã.